# Aloe africana
Aloe africana é uma espécie de liliopsida do gênero Aloe, pertencente à família Asphodelaceae.